# 다쿠라촌
다쿠라촌(宅良村)은 후쿠이현 난조군에 설치되었던 촌이다. 현재의 미나미에치젠정 북동부에 해당한다.